# József Novotny
József Novotny (1908. – 1944.) je bio kapelan, mučenik rimokatoličke Crkve, mađarskog, češkog ili slovačkog podrijetla. 
Djelovao je u bačkom selu Plavnoj.
Ubili su ga jugoslavenski partizani 1944.

## Vanjske poveznice
- Kršćanski mučenici  Arhivirana inačica izvorne stranice od 9. listopada 2007. (Wayback Machine)